# Esteban Gómez
Esteban Gómez, també conegut com a Estêvão Gomes (Porto, 1483 - riu Paraguai, 1538) fou un cartògraf i explorador portuguès que navegà al servei de la Monarquia d'Espanya en la flota de Fernão de Magalhães, desertant de l'expedició abans d'arribar a l'estret de Magallanes i tornant a Espanya el maig de 1521. El 1524 i 1525 liderà una nova exploració a la costa oriental d'Amèrica del Nord, des de Nova Escòcia fins a la Florida. Com a resultat de l'exploració el mapamundi fet per Diego Ribero el 1529 descriu la costa quasi a la perfecció.

## Biografia

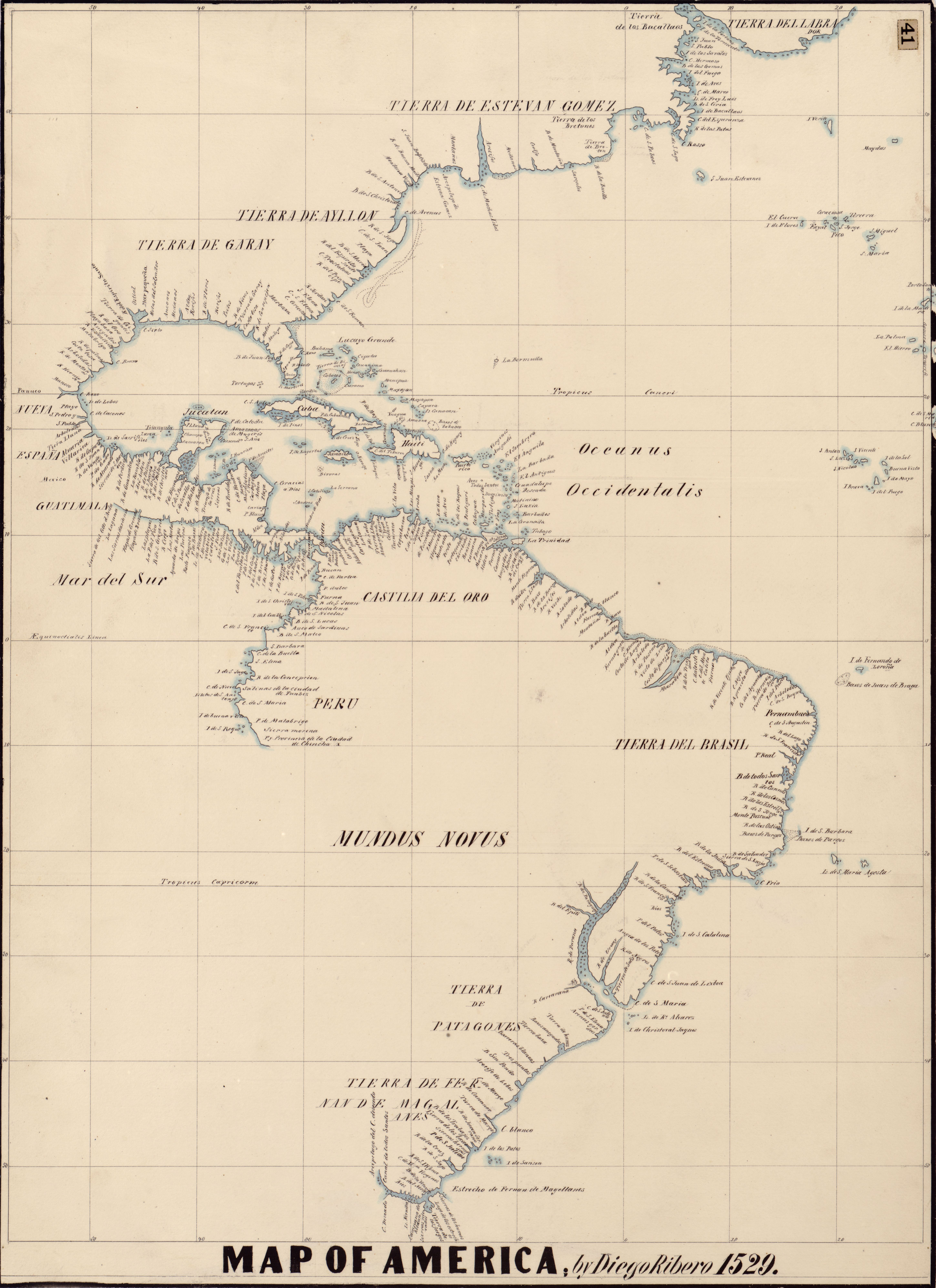
Mapa detallat del dibuixat per Diego Ribero (1529), en el qual la part nord de la costa est d'avui Estats Units d'Amèrica es diu "Tierra de Esteban Gómez"

Estêvão Gómez va néixer a Porto, al nord de Portugal, i probablement s'embarcà en vaixells portuguesos des de molt jove. El 1518 es traslladà a Espanya, on va ser nomenat pilot de la Casa de Contractació de Sevilla.
El 1519 Gómez va navegar a les ordres de Fernão de Magalhães en la primera circumnavegació de la Terra, com a capità de la nau Sant Antoni. Abans d'arribar a l'Estret de Magallanes va abandonar l'expedició i va tornar a Espanya el maig de 1521. Va ser immediatament empresonat, però quan el vaixell restant va arribar a Espanya, i els supervivents van explicar el seu calvari, va ser alliberat.
Gómez va ser capaç de convèncer Carles perquè donés suport i finançament a una nova exploració que tractaria de trobar un camí cap a les Moluques, aquesta vegada pel nord en l'anhelat Pas del Nord-oest. Una caravel·la de 50 tones, La Anunciada, va ser construïda per a l'ocasió.
L'expedició salpà el setembre de 1524 des de La Corunya amb 29 homes de tripulació. Després de creuar l'oceà Atlàntic, va arribar a l'estret de Cabot i l'Illa del Cap Bretó (actualment a Nova Escòcia, Canadà) el febrer de 1525, on passaren l'hivern. Va reiniciar el viatge tan aviat com fou possible, probablement pensant que qualsevol pas al nord presentaria els mateixos problemes que el de Magalhães, i va decidir traslladar-se al sud. Va passar per les costes de l'actual estat de Maine, on pensà que l'estuari del riu Penobscot podria ser el pas que buscava. Va entrar al New York Harbor i el riu Hudson, que ell va anomenar San Antonio, arribant finalment a la Florida, l'agost de 1525, quan va decidir emprendre el viatge de tornada cap a la península Ibèrica.
Com a resultat de l'expedició, el mapamundi fet el 1529 per Diego Ribero descriu la costa est d'Amèrica del Nord gairebé a la perfecció, des de la península de la Florida fins a la península del Labrador. Durant molt temps la meitat nord de l'actual costa dels Estats Units fou nomenada als mapes com a «Tierra de Esteban Gómez»..
El 1535 Gómez es va unir a l'expedició de Pedro de Mendoza al riu de la Plata. Durant l'expedició fou assassinat al riu Paraguai pels amerindis.